# Šećerni javor
Šećerni javor (sladorovac, lat. Acer saccharum), vrsta drveta iz porodice sapindovki raširen po šumama južno od Hudsonovog zaljeva i istoku Sjedinjenih država. Introduciran je u europsku Rusiju i Korejski poluotok
Ovo korisno drvo Indijancima Algonquin, Cree i Ojibway služilo je za dobivanje javorovog sirupa, tako su Algonquini taj sirup nazivali sinzibuckwud, Ojibway Indijanci ninutik i kod Creeja sisibaskwat.
Drvo uglavnom naraste od 25 i 35 metara visine, ali postoje i primjerci od 45 m, a može živjeti više od 400 godina.

## Podvrste
- Acer saccharum subsp. saccharum
- Acer saccharum subsp. skutchii (Rehder) E. Murray, kritično ugrožen
- Acer saccharum var. schneckii Rehd.

## Galerija
- Šećerni javor
- Šećerni javor
- Šećerni javor, kora
- Šećerni javor, pupovi
- Šećerni javor, list
- Šećerni javor, cvjetovi
- Šećerni javor, plodovi

## Vanjske poveznice
|  | Zajednički poslužitelj ima još gradiva o temi Acer saccharum |
|  | Wikivrste imaju podatke o taksonu Acer saccharum             |